# Ліпниця-Гурна (Малопольське воєводство)
Ліпниця-Гурна (пол. Lipnica Górna) — село в Польщі, у гміні Ліпниця-Мурована Бохенського повіту Малопольського воєводства.
Населення — 1015 осіб (2011).
У 1975—1998 роках село належало до Тарновського воєводства.

## Географія
Селом протікає річка Ксєнжи Потік.

## Демографія
Демографічна структура станом на 31 березня 2011 року:
|          | Загалом | Допрацездатний вік | Працездатний вік | Постпрацездатний вік |
| -------- | ------- | ------------------ | ---------------- | -------------------- |
| Чоловіки | 521     | 127                | 326              | 68                   |
| Жінки    | 494     | 82                 | 300              | 112                  |
| Разом    | 1015    | 209                | 626              | 180                  |